# Aramatsuri no miya
Aramatsuri no miya (荒祭宮?) es un santuario Shintō localizado en la ciudad de Ise, en la prefectura de Mie y que es un santuario subordinado (betsugū) al complejo de Naikū, dentro del santuario de Ise. En este santuario se rinde tributo al espíritu vigoroso (aramitama) de la deidad Shintō Amaterasu Ōmikami.

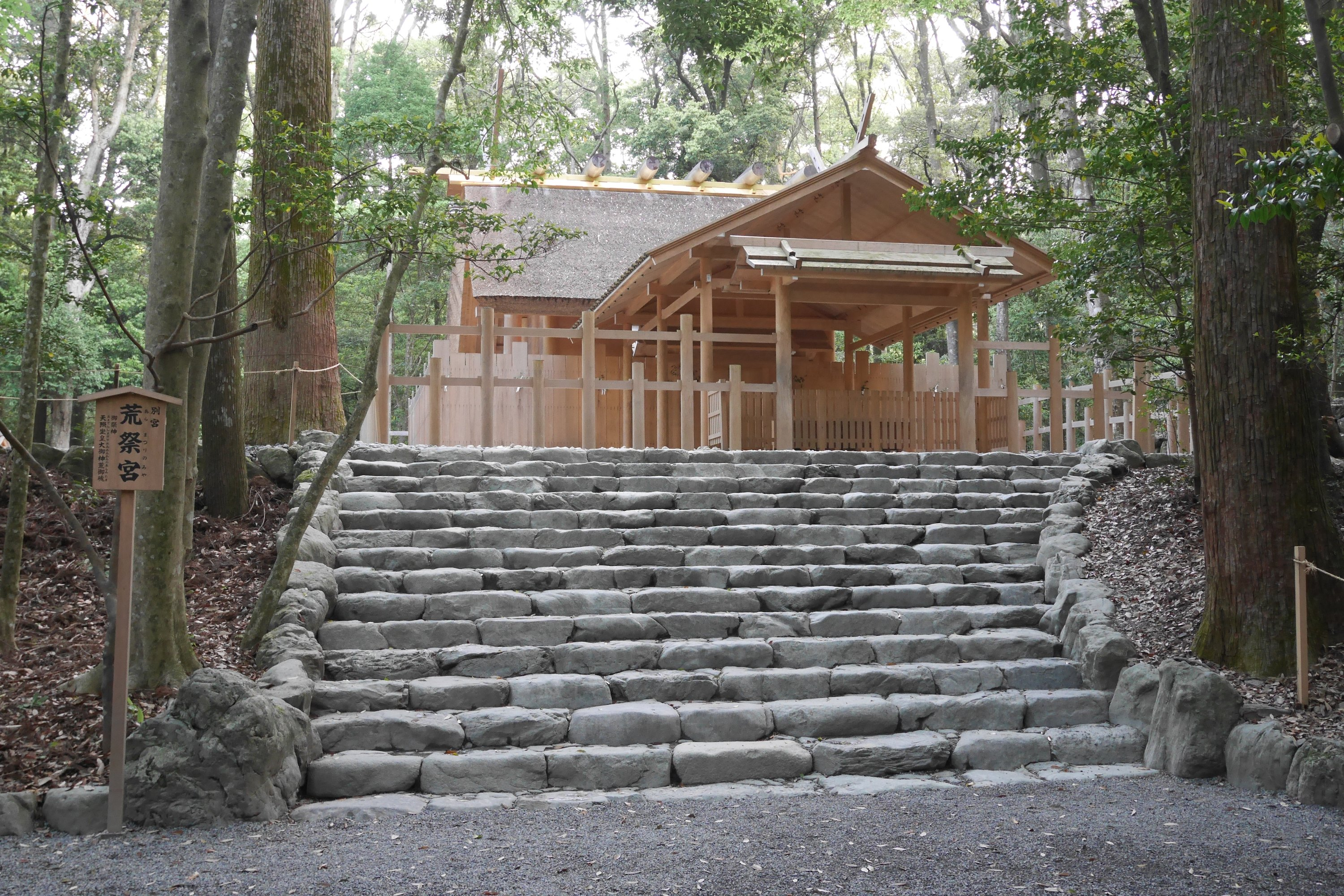
Aramatsuri no miya.

Se encuentra dentro del complejo de Naikū, a pocos metros al norte del Santuario Principal de este complejo. Fue fundado en 804, aunque la primera mención de este se hizo en 927.
Las festividades que se siguen en este santuario son las mismas que en el Santuario Principal de Naikū, ya que ambas adoran a Amaterasu. Entre las principales ceremonias se encuentran el Kinnensai, Tsukinamisai, Kannamesai  y Niinamesai, realizados por el mensajero imperial que representa a la familia Imperial de Japón.
La arquitectura del santuario sigue el estilo shinmeizukuri, que trae resemblanzas con los antiguos graneros y que es el principal del Santuario de Ise. El santuario mide 6,42 m de ancho (2 jō, 1 shaku, 2 sun), 4,24 m de largo (1 jō, 4 shaku) y 4,48 m de alto (1 jō, 4 shaku, 8 sun).